# Cadernera europea
La cadernera europea o simplement cadernera o carderola o cardina (Carduelis carduelis) és un ocell de la família dels fringíl·lids.
El nom científic fa referència a la seua afició per les llavors dels cards, sobre els quals es posa per a anar-les extraient una a una. El bec esmolat li permet de fer-ho sense fer-se mal amb les espines que les protegeixen.

## Noms dialectals
Rep els noms de cardenera (forma etimològica, que ve de card), carderola i cardina. També hi ha una deformació molt comuna: cagarnera.

## Morfologia
Fa uns 12,5 cm de llargària. Té el bec esvelt i la cua forcada. Els adults tenen el cap blanc, negre i escarlata; les ales negres clapejades amb un color groc, el carpó blanquinós i la cua negra. Els immadurs presenten el cap, el dors i el pit d'un color grisenc, amb ratlles apagades.

## Ecologia

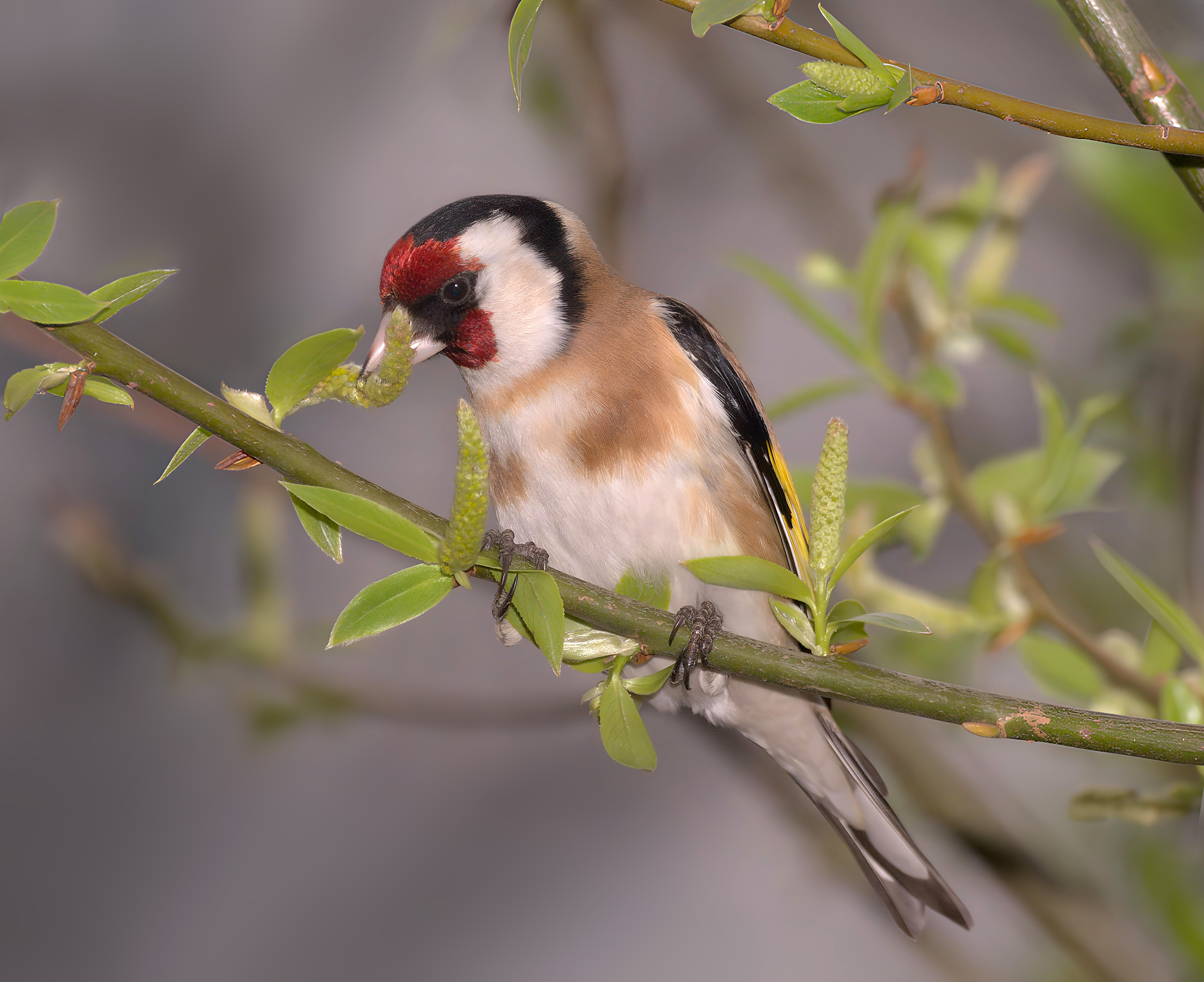
Carduelis carduelis

Pot viure en jardins, arbres fruiters i conreus. A la tardor i a l'hivern busca llavors de cards pels erms i a les vores de carreteres. Nia als arbres, generalment prop de la punta de la branca, ocasionalment en fileres. A Catalunya cria a gairebé tot el territori, si bé és més freqüent a les comarques costaneres i a les planes de l'interior.
Menja llavors de cards i d'altres plantes, fruits de bedolls i verns i, també i mentre són polls al niu, insectes. Pot arribar a viure fins als 27 anys. És un ocell sociable, que sovint viu en grups familiars i en estols si troben abundants cards.
Durant molts anys, les caderneres eren capturades en viu per a concursos de cant. L'any 2016, però, per complir amb la directiva europea d'ocells, que feia anys que s'estava vulnerant a Catalunya, el Departament de Territori i Sostenibilitat de la Generalitat de Catalunya en va prohibir la captura i va deixar de donar llicències.

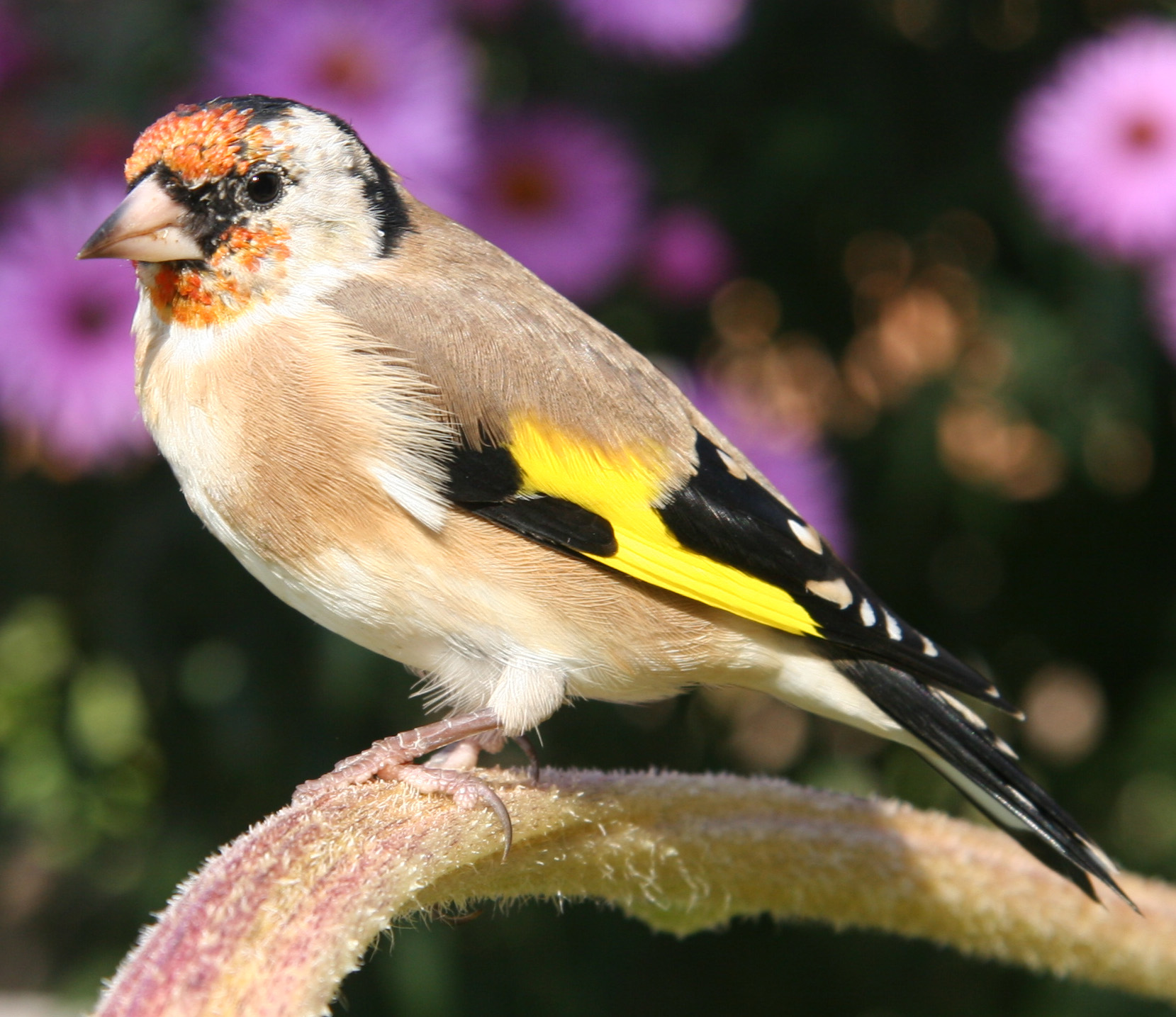
Cadernera fotografiada a Constança
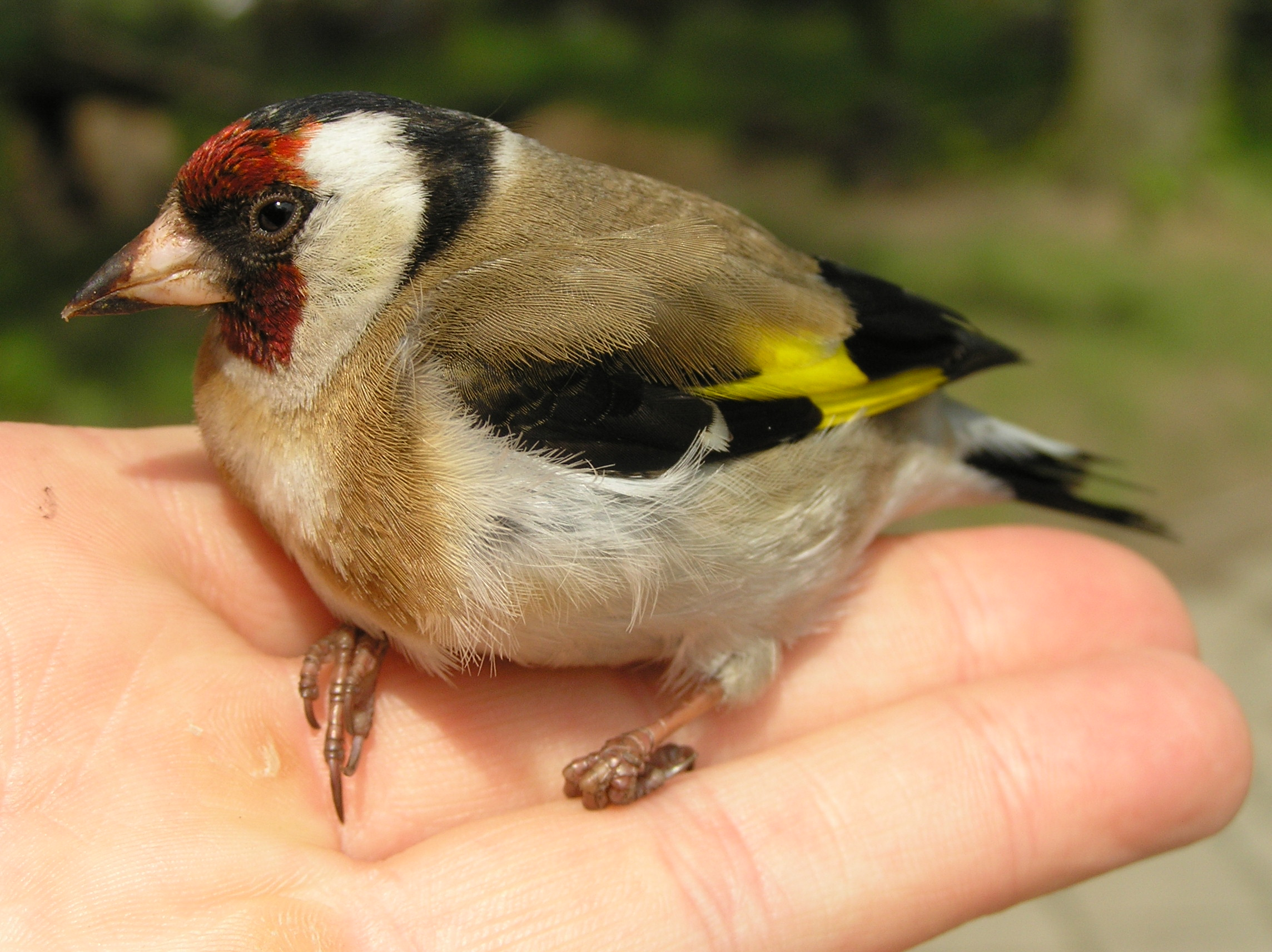
Exemplar fotografiat a Białowieża, Polònia
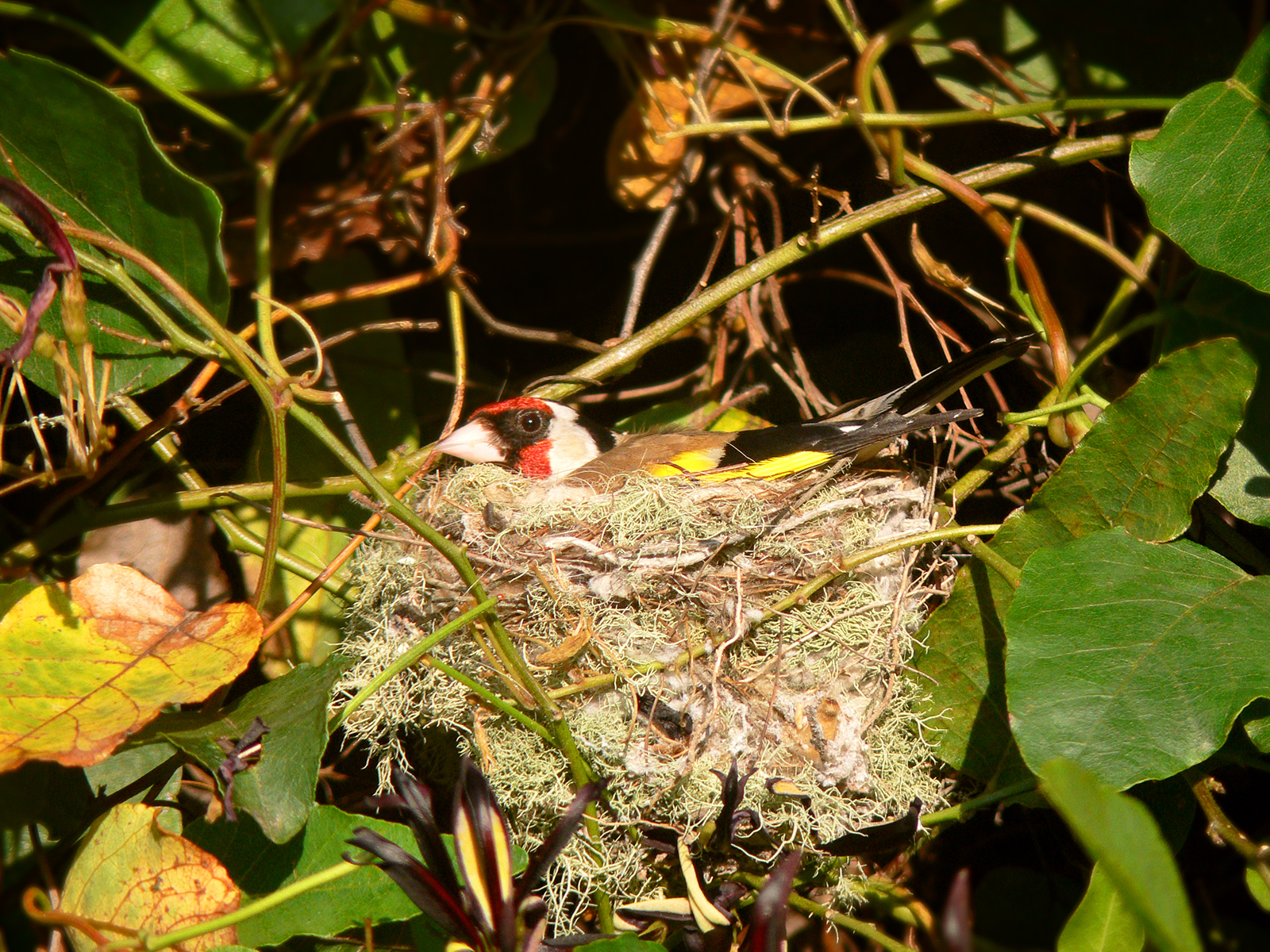
Adult niant al sud-est d'Austràlia
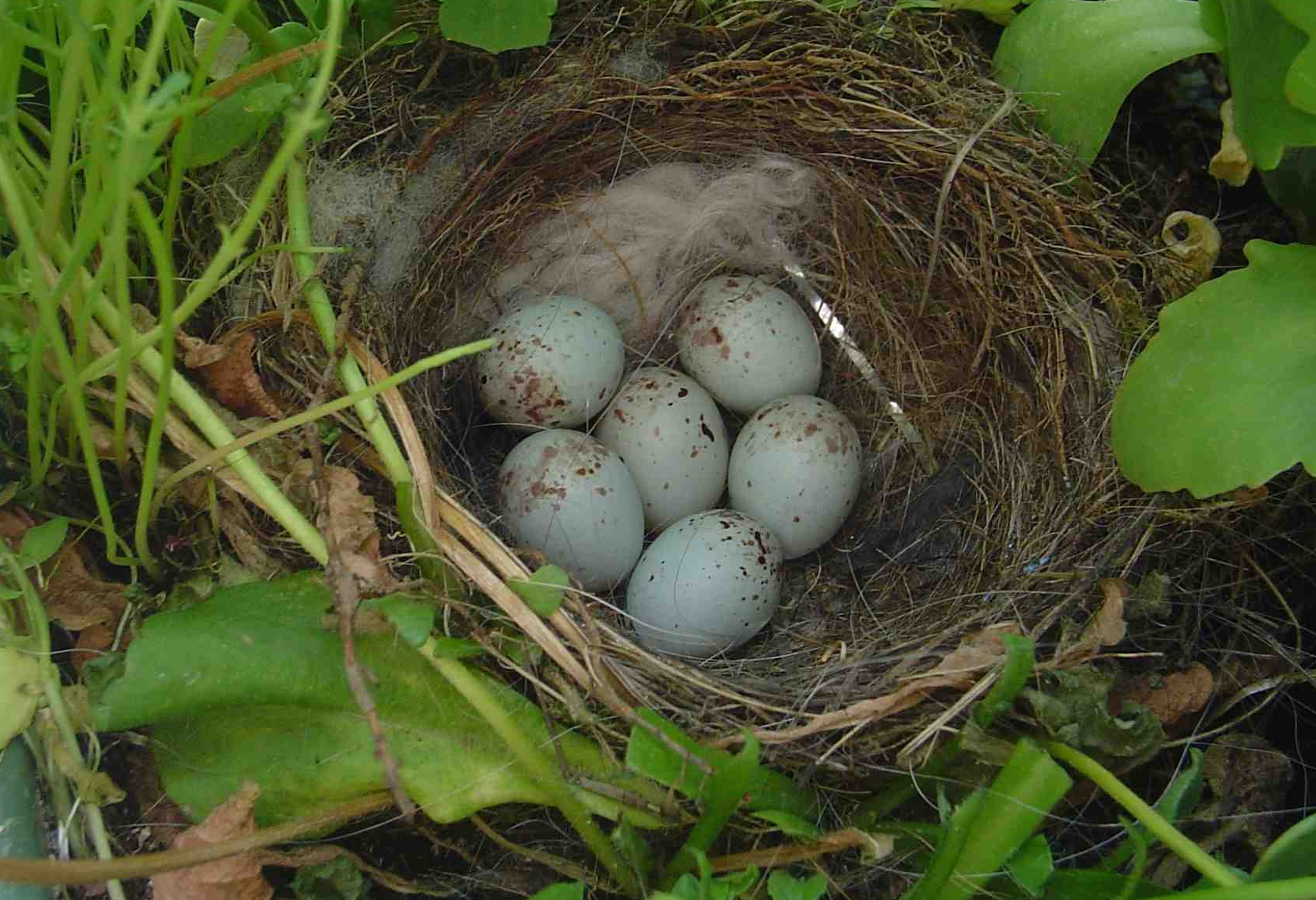
Niu fotografiat a Berlín (Alemanya)